# 臺灣戰爭史
臺灣戰爭史始於何時並不可考，但能夠確信的是，史前時期缺乏文字記載各部族間的兼併與戰役，是台灣戰爭史的開端。台灣位於西太平洋的交通樞紐，並在近代成為世界列強競逐的主要舞台之一。

## 史前時期
- 馬哈旺戰役：
- 滑地戰役：南王擊敗卡砦卡蘭，取得卑馬巴（Pimaba）統治權。
- 607年，隋擊流求之戰
- 1602年，沈有容東番剿倭
- 1616年，村山等安的台灣出兵：濱田彌兵衛事件為此事件的後續。
- 1624年，澎湖之戰：荷蘭人退出澎湖，改佔領福爾摩沙，開啟台灣荷蘭統治時期。

## 荷西時期（1624-1662）

### 荷西共治（1626-1642）
- 1628年，濱田彌兵衛事件
- 1629年，麻豆溪事件
- 1630年，目加溜灣戰爭
- 1633年
  - 7月，崇禎明荷海戰
  - 8月，第一次拉美島之役：荷軍遠征失敗。
- 1634年
  - 4月，大員之役，荷蘭東印度公司擊退大海盜劉香。
  - 10月，新港社聯合蕭壟社，與搭加里揚決戰失敗，新港社頭目遭斬首，請求荷蘭人協助。
- 1635年
  - 11月，麻豆社之役：荷、新聯軍進攻麻豆社，麻豆社投降並簽訂《麻豆協約》。
  - 12月，聖誕節之役：荷、新聯軍進攻搭加里揚，搭加里揚落敗並與鄰近諸社撤退至屏東平原。
- 1636年，蕭壠事件
  - 4月，第二次拉美島之役：荷軍覆滅小琉球社。
- 1637年10月，第一次虎尾壠戰爭
- 1638年
  - 11月，第二次虎尾壠戰爭
- 1641年
  - 8月，第一次聖薩爾瓦多城戰役，荷軍進軍聖薩爾瓦多城失利，退兵期間焚燒大雞籠社。
  - 11月，第三次虎尾壠戰爭：荷軍攻下攻下西螺社，隔年二月雙方簽訂合約。
- 1642年，法沃蘭社事件
  - 8月，第二次聖薩爾瓦多城戰役，荷軍進軍聖薩爾瓦多城，西班牙駐軍戰敗投降並退出北台灣。

### 荷蘭治台（1642-1662）
- 1644年，蘇米爾社事件
- 1647年，南、荷聯軍討伐卡砦卡蘭。
- 1652年，郭懷一事件
  - 9月7日，赤崁之戰：郭軍撤逃。
  - 9月9日，歐汪之戰：荷、西拉雅聯軍進攻歐汪，郭懷一遭到射殺。

## 明鄭時期（1661-1683）

### 東都明京（1661-1664）
- 1661~1662年，鄭成功攻台之役，鄭成功於華南的抗清戰爭失利後，轉戰台灣，打敗了原在台灣的荷蘭人並統治。

1662年，鄭經嗣位之爭

### 東寧（1664-1683）
- 1664年，荷蘭人重佔基隆

清荷聯軍
- 1670年，沙轆社之役：東寧將領劉國軒領導鄭軍攻打大肚王國，並在沙轆社實行屠殺，史稱『劉國軒屠村事件』。
- 1674~1676年，鄭經西征

1681年，東寧之變：鄭經逝後，鄭克臧繼位，鄭克塽及其親信欲奪權，而發動政變，最後鄭克塽奪權。
- 1683年，澎湖海戰：清軍於鄭屬澎湖擊敗鄭軍，不久後鄭氏政權投降清朝，在台的鄭氏政權正式結束。

## 清治時期（1683-1895）
- 拉拉巫雅戰爭：特富野與伊姆諸爭奪拉拉巫雅地區的獵場使用權，最後由特富野獲勝，並在後續引發伊姆諸戰爭。
- 伊姆諸戰爭：特富野征帥亞撲塞歐古·姆奇那那領軍取得勝利，伊姆諸實力自此大減。
- 伊巴利戰爭：漁、耶聯軍擊退伊巴利（辮子軍）。
- 綠島戰爭：達悟族綠島遭到佔領。

### 康熙（1683－1722）
- 1696年，吳球事件：吳球不滿清軍暴政，推舉朱祐龍為反清復明之領袖。
- 1686年~1697年，陳辛之亂
- 1696年，吳球之亂
- 1699年，吞霄社事變
- 1702年，劉卻之亂
- 1721年
  - 3月，朱一貴之亂：朱一貴起兵反清，為『台灣滿清三大民變』之一。
  - 鄒漢大戰：清軍遭到殲滅，史稱「阿里山番亂」。

### 雍正（1723－1735）
- 1725年，骨宗事件
- 1726年，水沙連之役：此役間接導致日後郭百年事件的發生。
- 1726年，陳三奇之亂
- 1728年，山豬毛社生番事件
- 1731年－1732年（雍正九~十年），大甲西社抗清事件：清軍消滅大肚王國，岸裡社崛起。
- 1732年，大甲西社抗清事件再起
- 1734年，柳樹湳登台社事件

### 乾隆（1736－1795）
- 1766年，攸乃武社事件
- 1771年，夏瓜美戰役：哈板新與莫利斯·貝尼奧斯基組成聯軍，覆滅夏瓜美，並俘虜哈普阿幸哥及其眷屬。
- 1786年，直加米南、目懷二社生番事件
- 1787~1788年1月（乾隆51~52年），林爽文之亂：『台灣滿清三大民變』之一。
  - 2月，林爽文之亂-篤嘉莊之戰
  - 6月，林爽文之亂-瀰濃莊戰役
  - 林爽文之亂-大埔林之戰
  - 林爽文之亂-斗六門之戰
  - 林爽文之亂-大里杙之戰
  - 林爽文之亂-集集埔之戰
  - 林爽文之亂-大武壟之戰
  - 林爽文之亂-枋寮之戰

### 嘉慶（1796－1820）
- 1804~1809年，蔡牽事件：大海盜蔡牽襲擊台南、高雄，最終敗於台州後自殺。
- 1814~1815年，郭百年事件

### 道光（1821－1850）
- 1822年，朱蔚事件：朱蔚起兵失敗，遭到台灣鎮總兵官觀喜派兵鎮壓，其後潛入噶瑪蘭的漢人遊民，皆驅逐至淡水。
- 1832年，張丙之亂
- 1842年3月，大安之役

### 咸豐（1851－1861）
- 1853年，頂下郊拚
  - 5月，曾圭角之變：又稱做曾雞角事件。

### 同治（1862－1874）
- 1864年，蔡機功之亂

- 1862~1865年，戴潮春之亂：『台灣滿清三大民變』之一。
- 1867年
  - 3月，羅發號事件
  - 6月，美國福爾摩沙遠征，美國海軍及海軍陸戰隊登陸，與斯卡羅酋邦展開戰鬥，作戰由台灣原住民取得勝利，並簽訂《南岬之盟》。
- 1868年11~12月，樟腦戰爭：英、清兩國貿易衝突，最終簽訂《樟腦條約》。
  - 安平砲擊事件
- 1871年12月，八瑤灣事件
- 1874年
  - 5月，牡丹社事件：日本政府藉八瑤灣事件之名，以「懲辦兇手」、「保民義舉」為由，向台灣原住民交戰。

### 光緒（1875－1895）
- 1875年，獅頭社之役：大清帝國討伐大龜文酋邦，成效不彰。
- 1876年，太魯閣戰役：清軍與太魯閣諸社交戰，最終在新城通事李阿隆的居間調停下結束戰爭。
- 1877年，大港口事件：清軍入侵花蓮，並與阿美族諸社發生衝突。
- 1878年6月~9月，加禮宛事件：清軍入侵奇萊平原，撒奇萊雅族及噶瑪蘭族在聯合抵抗清軍入侵的事件中幾乎滅絕，七腳川社於此役中崛起。
- 1884年，西仔反：中法戰爭期間，法軍對台的戰爭。
  - 8~10月，西仔反-第一次基隆戰役
  - 9~10月，西仔反-淡水之役
  - 11月，西仔反-第二次基隆戰役
- 1885年
  - 1月，西仔反-第一次月眉山戰役
  - 3月，西仔反-第二次月眉山戰役
  - 3月，西仔反-澎湖之役
- 1886~1892年，大嵙崁戰役
  - 2月，大嵙崁戰役-竹頭角之戰
  - 3月，大嵙崁戰役-塔卡散之戰
- 1887年
  - 8月，大嵙崁戰役-大埧之戰：清軍入侵大埧七社
- 1887年
  - 中路開山事件
  - 知本利嘉之戰：利嘉宣布獨立，並與知本交戰，此役象徵著以傳統盟主制度維持的卑馬巴逐漸瓦解。
- 1888年
  - 5月，大嵙崁戰役-雪霧鬧之戰
  - 8月，大庄事件：花東縱谷的原、客居民聯合反清。
  - 10月，施九緞之亂：台灣建省以來規模最大的民變事件。
- 1889年，白阿社開山事件
- 1895年
  - 1月，觀音山事件：花蓮平埔原住民族的反清事件，為大庄事件的後續。
  - 3月，澎湖之役：甲午戰爭的餘波，此役後中日雙方簽訂甲午戰爭，臺灣被割讓給日本

## 台灣民主國（1895）

### 唐景崧（1895年5月-6月）
- 5月，蕭壠事件：民間傳說所流傳的戰役，據說日本某親王因此事件而死亡。
- 5月30日，三貂嶺之役
- 5月31日，李文魁之亂
- 6月1日，瑞芳之役
- 6月3日，基隆之役：此役後，唐景崧逃回中國。
- 6月3~7日，辜顯榮引日軍入臺北城藉此恢復李文魁之亂所破壞的秩序。

### 劉永福（1895年6月-10月）
- 6月24~26日，桃園之役
  - 6月26日，劉永福繼任臺灣民主國總統。
- 7月13日，隆恩埔戰役
- 7月13~16日，分水崙戰役
- 7月23日，尖筆山撤退：總兵李惟義新楚軍，掩護義軍撤退。
- 7月下旬，北臺灣大屠殺：降將林建庸在臺北至新竹間實施所謂無差別掃蕩式，導致40萬平民死亡或流離失所。
- 8月6日，廣付坑之役
- 8月7日，水仙嶺之役
- 8月8日，雞卵面·枕頭山戰役
- 8月13~14日，苗栗之役
- 8月21日，大甲之役
- 8月24日，葫蘆墩之役：又稱豐原之役。
- 8月25日，大肚溪伏擊戰
- 8月25~27日，東堡莊戰役
- 8月27日，八卦山之役
- 9月1~10月8日，雲林戰役
  - 9月1日，大蒲林·他里霧戰役
  - 9月23~25日，彰化反擊戰：義軍以雲林為根據地，意圖收復彰化城。
  - 10月5日，莿桐之役
  - 10月6日，西螺之役
  - 10月7日，三鎮之役：雙方於斗六門、里霧街、土庫交戰
- 10月9日，嘉義之役
- 10月10日，布袋嘴登陸
- 10月11日，步月樓戰役
- 10月12日，渡仔頭莊之役
- 10月13日，東石港包圍戰
- 10月18日，竹嵩山之役
- 10月20日，蕭壟社戰役
  - 臺南包圍：此役期間，劉永福趁機逃回中國，不久後臺灣民主國宣告滅亡。

## 日治時期（1895-1945）

### 明治（1895-1912）
- 1895年
  - 11月25日，北臺灣武裝衝突
  - 12月，簡大獅-大屯山抗日事件
  - 12月26日，火燒庄戰役
- 1896年
  - 1月1日，臺北戰役
  - 5月24日，雷公火之役：卑-蘭聯軍抵禦清軍的入侵，並俘虜劉德杓。
  - 6月15日，鐵國山-南投街之役
  - 6月30日，鐵國山-雲林縣治之役
  - 7月8日，鐵國山-鹿港·番婆莊之役
  - 6月中旬，鐵國山-雲林大屠殺
  - 6月29日，鐵國山-集集之役
  - 11月，新城戰爭
  - 12月12~13日，鐵國山-後頭仔山之役
- 1897年
  - 1~2月，深堀大尉事件：此為「人止關之役」、「姊妹原事件」、「太魯閣戰爭」、「霧社事件」的肇始。
  - 11月，湖桶屠村事件：口述的民間靈異傳說。
  - 12月11日，鐵國山-觸口山之役
- 1898年
  - 3月19日，鐵國山-林圮埔之役
  - 12月26日，六班長清莊事件
- 1902年，
  - 4月，人止關戰役
  - 7月，南庄事件
- 1903年，姊妹原事件
- 1904年，雞罩山戰役：日軍討伐拉流斗霸
- 1906年
  - 8月，威里事件
  - 秋季，354高地茶園事件
- 1907年
  - 5~8月，枕頭山之役
  - 11月，北埔事件
- 1908年
  - 12月，七腳川事件
  - 太魯閣戰役
- 1910年
  - 大嵙崁群抗日戰役
  - 卡奧灣戰役
  - 司加耶武戰役
- 1912年3月22日，林杞埔事件

### 大正（1912-1926）
- 1912~1913年羅福星-苗栗事件
- 1913年，霞喀羅戰役
- 1914年
  - 5月7日，六甲事件
  - 5月30日，太魯閣戰爭-沙卡亨之役
  - 5月30日-太魯閣戰爭-巴托蘭之役
  - 6月5日，太魯閣戰爭-克拉寶之役
  - 6月12日，太魯閣戰爭-西拉歐卡候尼之役
  - 6月13~14日，太魯閣戰爭-可巴洋之役
  - 6月14日，古白楊之役
  - 10月23日，霧台抗日事件-佳暮戰役
  - 10月28日，霧台抗日事件-神山戰役
  - 12月，六龜里事件
- 1915年
  - 5月17日，第一次大分事件
  - 7月6日，西來庵事件-甲仙埔之役
  - 8月6日，西來庵事件-噍吧哖之役：開啟1919年的內地延長主義時期。
- 1920年7月，薩拉矛事件
- 1921年6月18日，第二次大分事件

### 昭和（1926-1945）
- 1930年10~12月，第一次霧社事件：原住民的最後一場抗日戰爭。
- 1931年4月，第二次霧社事件
- 1938年8月，漁人椰油之戰
- 1941~1945年，太平洋戰爭：日本戰敗，放棄臺灣主權。

## 戰後時期（1945-迄今）

### 二二八事件（1947年）
- 3月1日，埔心機場戰役：蘆竹鄉鄉長林元枝率眾襲擊埔心機場。
- 3月2日，基隆金山炮台包圍戰
  - 嘉義三二事件
  - 鳳山-岡山武裝衝突
- 3月2~6日，虎尾機場戰役
- 3月3~7日，紅毛埤之役：嘉義紅毛埤第十九軍械庫。
- 3月4日，雄中自衛隊成立
  - 嘉中之役：民兵襲擊台灣省立嘉義中學內的政府官員，國軍-羅迪光軍隊砲擊嘉義市區。
  - 高雄車站之役：雄中自衛隊與憲兵團的衝突。
- 3月5日，嘉義機場之戰
- 3月5~6日，壽山之役：襲擊高雄要塞司令部，後續引發高雄大屠殺（彭孟緝因此事而升任台灣全省警備總司令）。
- 3月6日，二七部隊成立
- 3月7日，南靖糖廠事件

#### 清鄉（3月8日）
- 3月8日，基隆大屠殺
- 3月9日，劉厝莊事件：
- 3月11日，社寮島事件
  - 八堵車站事件
- 3月16日，烏牛欄戰役：與國軍21師在南投烏牛欄交戰，最後因兵力火力差距過大、彈藥用完而解散，此役象徵著二二八事件的結束
  - 3月16~5月16日，小梅、樟湖之戰：清鄉結束

### 兩蔣時代（1949-1988）
- 1949年
  - 9月，漳廈金戰役
  - 10月，古寧頭戰役
- 1950年
  - 2月，二·六轟炸
  - 5月，第一次東山島戰役
  - 7月，大擔島戰役
- 1952年10月，南日島戰役
- 1953年
  - 2月，湄州島戰鬥
  - 7月，第二次東山島戰役

#### 第一次台海危機
- 1954年9月，九三炮戰
- 1955年
  - 1月，一江山島戰役
  - 2月8~26日，大陳島撤退
  - 2月18日，台山列島海戰

#### 第二次台海危機
- 1958
  - 2月~11月，閩江口海戰
  - 7月~1979年，台海空戰
  - 8月，八二三砲戰
  - 9月2日，九二海戰
  - 9月8日，九八澄海空戰
  - 9月24日，九二四空戰

#### 國光計劃-海威行動
- 1959年5月29日，恩平五·二九空戰
- 1960年6月，六一九砲戰
- 1965年
  - 5月，東引海戰
  - 8月，東山海戰
  - 11月，烏坵海戰
- 1967年1月13日，一一三空戰：兩岸分治後，象徵性的最後一場空戰。

### 民主直選時代（1996-現今）

#### 第三次台海危機
- 1996年，台灣海峽飛彈危機

#### 第四次台海危機
- 2022年，環台軍演

## 時間不明
- 太陽谷之戰：達拉發站部落新頭目撒巫拉瑞，嚇退筏、霧聯軍。
  - 風中之戰：達拉發站擊敗筏灣軍隊，並收復失土。
- 太馬九年戰爭：在大港口頭目柯威德的協調下終止戰爭。。
- 奇迪漢戰爭傳說：太、馬聯軍，擊退七腳川軍隊。
- 巴拉里烏魯戰役：古茶布鞍英雄伯冷（Peleng）滅亡巴拉里烏魯（Palhalhivolo），卡里希（Karisi）獨立。
- 斯卡馬雲戰爭：泰雅聯軍覆滅斯卡馬雲聯軍。
- 比庫戰爭：泰雅聯軍覆滅比庫聯軍。
- 歐布諾伙之戰：歐布諾伙勢力衰減。
- 隘寮之戰：古茶布鞍與隘寮諸社。
- 巴丹島戰爭：據說夏本·畢督利嫩死於此戰。
- 魯富都戰爭：魯富都擊潰斯布昆。
- 三族戰爭
  - 拉拉鄂斯戰爭
  - 三笠山戰役
  - 太巴塱戰役

## 外部連結
- 臺灣戰史